# Eishockey-Europameisterschaft der U18-Junioren 1985
Die 18. Eishockey-Europameisterschaft der U18-Junioren fand vom 1. bis 7. April 1985 in Anglet in Frankreich statt. Die Spiele der B-Gruppe wurden vom 24. bis 30. März 1985 in Sofia in Bulgarien ausgetragen. Austragungsort der C-Gruppe war vom 19. bis 24. März 1985 Brixen in Südtirol.

## A-Gruppe

### Vorrunde
Gruppe 1
| Spiele            | URS | NOR | FIN | BRD | Tore  | Pkt. |
| ----------------- | --- | --- | --- | --- | ----- | ---- |
| 1. UdSSR          |     | 5:1 | 6:0 | 6:1 | 17:02 | 6:0  |
| 2. Norwegen       | 1:5 |     | 3:2 | 5:5 | 09:12 | 3:3  |
| 3. Finnland       | 0:6 | 2:3 |     | 4:2 | 06:11 | 2:4  |
| 4. BR Deutschland | 1:6 | 5:5 | 2:4 |     | 08:15 | 1:5  |

Gruppe 2
| Spiele              | SWE  | TCH  | SUI | FRA  | Tore  | Pkt. |
| ------------------- | ---- | ---- | --- | ---- | ----- | ---- |
| 1. Schweden         |      | 5:3  | 7:1 | 15:0 | 27:04 | 6:0  |
| 2. Tschechoslowakei | 3:5  |      | 8:2 | 15:3 | 26:10 | 4:2  |
| 3. Schweiz          | 1:7  | 2:8  |     | 4:2  | 07:17 | 2:4  |
| 4. Frankreich       | 0:15 | 3:15 | 2:4 |      | 05:34 | 0:6  |

### Endrunde
Für die beiden Gruppen der Endrunde wurden die untereinander erzielten Ergebnisse aus der Vorrunde übernommen. Diese Resultate sind hier in Klammern dargestellt.
Meisterrunde
| Spiele              | SWE   | URS   | TCH   | NOR   | Tore  | Pkt. |
| ------------------- | ----- | ----- | ----- | ----- | ----- | ---- |
| 1. Schweden         |       | 1:1   | (5:3) | 11:0  | 17:04 | 5:1  |
| 2. UdSSR            | 1:1   |       | 3:2   | (5:1) | 09:04 | 5:1  |
| 3. Tschechoslowakei | (3:5) | 2:3   |       | 8:2   | 13:10 | 2:4  |
| 4. Norwegen         | 0:11  | (1:5) | 2:8   |       | 03:24 | 0:6  |

Platzierungsrunde
| Spiele            | FIN   | BRD   | SUI   | FRA   | Tore  | Pkt. |
| ----------------- | ----- | ----- | ----- | ----- | ----- | ---- |
| 1. Finnland       |       | (4:2) | 7:7   | 21:5  | 32:14 | 5:1  |
| 2. BR Deutschland | (2:4) |       | 2:1   | 10:0  | 14:05 | 4:2  |
| 3. Schweiz        | 7:7   | 1:2   |       | (4:2) | 12:11 | 3:3  |
| 4. Frankreich     | 5:21  | 0:10  | (2:4) |       | 07:35 | 0:6  |

### Europameistermannschaft: Schweden
| U18-Europameister Schweden | Sam Lindståhl, Thomas Melin – Örjan Lindmark, Urban Molander, Jonas Heed, Niclas Gällstedt, Roger Johansson, Calle Johansson, Roger Öhman, Tommy Hedlund – Ulf Sandström, Håkan Åhlund, Ulf Dahlén, Pär Edlund, Bo Svanberg, Klaus Roupé, Anders Frykbo, Johan Garpenlöv, Oscar Hedlund, Thomas Sjögren |

### Auszeichnungen
| Auszeichnung       | Spieler       | Team             |
| ------------------ | ------------- | ---------------- |
| Top-Scorer         | Sami Wahlsten | Finnland         |
| Bester Torhüter    | Artūrs Irbe   | UdSSR            |
| Bester Verteidiger | Rudolf Záruba | Tschechoslowakei |
| Bester Stürmer     | Ulf Dahlén    | Schweden         |

| Angriff:      | Anatoli Fetissow – Ulf Dahlén – Martin Hrstka |
| Verteidigung: | Juri Jaschin – Calle Johansson                |
| Tor:          | Sam Lindståhl                                 |

| Angriff:      | Håkan Åhlund – Ulf Dahlén – Thomas Sjögren |
| Verteidigung: | Rudolf Záruba – Niclas Gällstedt           |
| Tor:          | Artūrs Irbe                                |

## B-Gruppe

### Vorrunde
Gruppe 1
| Spiele         | ROM | NED | DEN | HUN | Tore  | Pkt. |
| -------------- | --- | --- | --- | --- | ----- | ---- |
| 1. Rumänien    |     | 8:2 | 3:0 | 9:1 | 20:03 | 6:0  |
| 2. Niederlande | 2:8 |     | 7:5 | 4:3 | 13:16 | 4:2  |
| 3. Dänemark    | 0:3 | 5:7 |     | 9:5 | 14:15 | 2:4  |
| 4. Ungarn      | 1:9 | 3:4 | 5:9 |     | 09:22 | 0:6  |

Gruppe 2
| Spiele         | POL | BUL | AUT | YUG | Tore  | Pkt. |
| -------------- | --- | --- | --- | --- | ----- | ---- |
| 1. Polen       |     | 4:3 | 6:3 | 7:3 | 17:09 | 6:0  |
| 2. Bulgarien   | 3:4 |     | 7:2 | 5:4 | 14:10 | 4:2  |
| 3. Österreich  | 3:6 | 2:7 |     | 6:1 | 11:14 | 2:4  |
| 4. Jugoslawien | 3:7 | 4:5 | 1:6 |     | 08:18 | 0:6  |

### Endrunde
Für die beiden Gruppen der Endrunde wurden die untereinander erzielten Ergebnisse aus der Vorrunde übernommen. Diese Resultate sind hier in Klammern dargestellt.
Aufstiegsrunde
| Spiele         | ROM   | POL   | BUL   | NED   | Tore  | Pkt. |
| -------------- | ----- | ----- | ----- | ----- | ----- | ---- |
| 1. Rumänien    |       | 4:3   | 5:4   | (8:2) | 17:09 | 6:0  |
| 2. Polen       | 3:4   |       | (4:3) | 7:3   | 14:10 | 4:2  |
| 3. Bulgarien   | 4:5   | (3:4) |       | 4:3   | 11:12 | 2:4  |
| 4. Niederlande | (2:8) | 3:7   | 3:4   |       | 08:19 | 0:6  |

Abstiegsrunde
| Spiele         | DEN   | AUT   | YUG   | HUN   | Tore  | Pkt. |
| -------------- | ----- | ----- | ----- | ----- | ----- | ---- |
| 1. Dänemark    |       | 5:4   | 6:5   | (9:5) | 20:14 | 6:0  |
| 2. Österreich  | 4:5   |       | (6:1) | 5:2   | 15:08 | 4:2  |
| 3. Jugoslawien | 5:6   | (1:6) |       | 3:1   | 09:13 | 2:4  |
| 4. Ungarn      | (5:9) | 2:5   | 1:3   |       | 08:17 | 0:6  |

### Auszeichnungen
| Auszeichnung       | Spieler       | Team     |
| ------------------ | ------------- | -------- |
| Top-Scorer         | Piotr Zdunek  | Polen    |
| Bester Torhüter    | István Király | Rumänien |
| Bester Verteidiger | Cristian Daia | Rumänien |
| Bester Stürmer     | Piotr Zdunek  | Polen    |

## C-Gruppe
| Spiele            | ITA     | BEL     | GBR     | Tore  | Pkt. |
| ----------------- | ------- | ------- | ------- | ----- | ---- |
| 1. Italien        |         | 4:0 3:2 | 8:4 5:8 | 20:14 | 6:2  |
| 2. Belgien        | 0:4 2:3 |         | 5:2 7:3 | 14:12 | 4:4  |
| 3. Großbritannien | 4:8 8:5 | 2:5 3:7 |         | 17:25 | 2:6  |

### Auszeichnungen
| Auszeichnung       | Spieler            | Team           |
| ------------------ | ------------------ | -------------- |
| Top-Scorer         | Urban Moroder      | Italien        |
| Bester Torhüter    | Yannick Verstappen | Belgien        |
| Bester Verteidiger | Paul Turner        | Großbritannien |
| Bester Stürmer     | Maurizio Scudier   | Italien        |